# Lafitte (Luisiana)
Lafitte é uma Região censo-designada localizada no estado americano de Luisiana, na Paróquia de Jefferson.

## Demografia
Segundo o censo americano de 2000, a sua população era de 1576 habitantes.

## Geografia
De acordo com o United States Census Bureau tem uma área de
20,2 km², dos quais 14,8 km² cobertos por terra e 5,4 km² cobertos por água. Lafitte localiza-se a aproximadamente 1 m acima do nível do mar.

## Localidades na vizinhança
O diagrama seguinte representa as localidades num raio de 24 km ao redor de Lafitte.